# Oryks pręgoboki
Oryks pręgoboki (Oryx  beisa), dawniej znany jako: beisa – gatunek ssaka z podrodziny antylopowców (Hippotraginae) w rodzinie wołowatych (Bovidae). W przeszłości klasyfikowany był jako podgatunek oryksa południowego – Oryx gazella beisa, a obecnie stanowi odrębny gatunek w rodzaju oryks, z dwoma podgatunkami: oryks pręgoboki (O. b. beisa) oraz oryks frędzlouchy (O. b. callotis). Publikacja w „Mammalian Species” z 2013 (za: Groves & Grubb, 2011) wymienia oryksa frędzlouchego jako odrębny gatunek oryksa – O. callotis.

## Morfologia
Umaszczenie sierści w części grzbietowej oryksa pręgobokiego jest wybarwione na kolor ciemnopłowy (ochrowy). Barwa ta kończy się na bokach, przez które przebiega poziomo czarny pas – pręga. Część brzuszna jest biała. Na głowie widoczne są czarne plamy. U oryksa frędzlouchego ciemna linia biegnąca koło oczu sięga w dół poniżej gardła zwierzęcia, zaś u podgatunku O. b. beisa linia jest wyraźnie krótsza. Cechą charakterystyczną oryksa frędzlouchego są występujące na końcach uszu kępki włosów o długości 5,1–7,6 cm.

## Kariotyp
Garnitur chromosomowy oryksa pręgobokiego tworzy 29 par (2n=58) chromosomów.

## Behawior
Oryks pręgoboki wykazuje wielofazowy rytm dobowej aktywności. W latach 1974–1975 Fritz R. Walther przeprowadził obserwacje zachowań stad oryksów pręgobokich zamieszkujących tereny Parku Narodowego Serengeti. Na ich podstawie dokonał opisu rytmu dobowego tych zwierząt. Oryksy rozpoczynają dzień (w pół godziny po świcie – około godziny 6:00) od żerowania, które zajmuje im czas do około 10:00. W drugiej połowie tego wypasu zwierzęta mogą wykazywać aktywność ruchową. Czas do godziny 14:00–15:00 poświęcają na odpoczynek, po czym rozpoczyna się popołudniowy wypas, podczas którego zwierzęta mogą pokonywać kilka kilometrów. Aktywność ruchowa kończy się około pół godziny po zachodzie słońca. Od 20:00 do 23:00 trwa wieczorny odpoczynek, po którym oryksy znów poświęcają czas na wypas i przemieszczanie się. Około godziny 1:00/2:00 rozpoczynają odpoczynek, który trwa do rana.
Stada wykazują hierarchiczną organizację, zasadniczo opartą na dominacji samców, choć możliwe jest zdominowanie młodych samców przez samice o wysokiej pozycji w stadzie. Byki rzadko walczą między sobą w obrębie stada. Zasadniczo zwierzę nie stroni od towarzystwa innych gatunków, ale rzadko wchodzi z nimi w interakcje.
W okresach odpoczynków i postojów zwierzęta przebywają w zwartej grupie. Zauważalne są wówczas hierarchiczne zależności. Oryksy unikają zatrzymywania się w ustawieniu frontalnym „pysk w pysk”. W takiej sytuacji zwierzę o niższej randze w stadzie schodzi z drogi ważniejszemu członkowi stada. Gdyby taki ruch nie nastąpił, byłoby to odebrane jako wyzwanie do potyczki. Oryksy mogą spokojnie wypasać, stać lub leżeć jedno za drugim, lub równolegle do siebie. Czasem, podczas spoczynku zwierzęta (do czterech osobników) układają się w formacji gwiaździstej – zadami do środka okręgu.

## Ekologia
Oryks pręgoboki żywi się trawami w różnych etapach rozwoju, ale w porze suchej chętniej je młodsze pędy. Wodę pozyskuje pijąc gdy tylko jest dostępna, ale z wilgotnych części roślin, które także są składnikami diety: melonów, bulw, cebulek i korzeni. Do tych składników, w większości ukrytych pod ziemią, potrafi się dokopać.
Głównym zagrożeniem dla gatunku ze strony człowieka jest kłusownictwo. Zabijane są dla pozyskania ich mięsa i skór.

## Rozmieszczenie i siedlisko
Oryks pręgoboki zamieszkuje północno-wschodnioafrykańskie półpustynie, tereny trawiaste i jałowy busz. Zakres występowania obejmuje tereny od północno-wschodniego i południowo-wschodniego Sudanu, przez Etiopię, Erytreę, północno-wschodnie części Ugandy (być może gatunek już wymarł w tym państwie) i Kenii po Somalię, Dżibuti oraz północno-wschodnią część Tanzanii. Brak aktualnego potwierdzenia o dalszej obecności gatunku w Erytrei, zaś w Ugandzie występuje w bardzo małej liczbie lub wymarł. W Etiopii występuje na terenach położonych na wysokości do 1700 m n.p.m..
Największe populacje O. b. beisa występują w kenijskim Parku Narodowym Sibiloi oraz na niechronionych obszarach w północnej Kenii, w Parku Narodowym Auasz w dolinie rzeki Auasz i w południowej części Etiopii. Pozostałe populacje tego podgatunku w większości występują poza obszarami chronionymi. Z kolei około 60% oryksów frędzlouchych występuje na obszarach chronionych, w szczególności w Tanzanii, w Parku Narodowym Tarangire i Parku Narodowym Mkomazi, a także w Kenii, na terenie Parku Narodowego Tsavo (Tsavo West National Park oraz Tsavo East National Park) i Parku Narodowego Amboseli (w Kajiado), a także w Kilifi.

## Ochrona
Międzynarodowa Unia Ochrony Przyrody wymienia oryksa pręgobokiego Czerwonej księdze gatunków zagrożonych jako gatunek bliski zagrożenia (Near Threatened – NT). Podgatunek Oryx beisa callotis jest określany jako gatunek narażony (VU). W 2008 liczebność gatunku szacowano na ok. 67 000 osobników, w tym 17 000 oryksów frędzlouchych.